# Gle Taron
Gle Taron är en kulle i Indonesien.   Den ligger i provinsen Aceh, i den västra delen av landet, 1 800 km nordväst om huvudstaden Jakarta. Toppen på Gle Taron är 236 meter över havet.
Terrängen runt Gle Taron är varierad, och sluttar norrut. Runt Gle Taron är det ganska tätbefolkat, med 179 invånare per kvadratkilometer. Närmaste större samhälle är Banda Aceh, 8,0 km norr om Gle Taron. Trakten runt Gle Taron består till största delen av jordbruksmark.